# Frane Milčinski
Frane Milčinski (pseudonim Ježek cu sensul de Arici, n. 14 decembrie 1914, Ljubljana, Slovenia – d. 27 februarie 1988, Ljubljana, Republica Socialistă Slovenia, RSF Iugoslavia) a fost un poet sloven, satirist, umorist și comic, actor, scriitor pentru copii și regizor. Este considerat unul dintre cei mai importanți autori satirici ai secolului al XX-lea.

## Viață
Milčinski s-a născut la Ljubljana în 1914 ca al treilea copil al scriitorului și judecătorului Fran Milčinski. În timpul celui de-al doilea război mondial a fost închis în lagărul de concentrare de la Gonars. A fost căsătorit cu scriitoarea și jurnalista Jana Milčinski.

## Muncă
A lucrat la teatru și la radio de la o vârstă fragedă.

## Premii
De-a lungul carierei sale, Milčinski a câștigat numeroase premii. Filmul Kekec din 1951, la care a co-scris scenariul și melodia tematică "Dobra volja je najbolja", a câștigat primul premiu internațional pentru un lungmetraj slovac, atunci când a câștigat Leul de Aur la categoria filmelor pentru copii la Festivalul de Film de la Veneția din 1952. 
Milčinski a câștigat în 1959 Premiul Levstik pentru povestea sa Zvezdica Zaspanka (Steluța adormită). În 1975 a câștigat Marele Premiu Prešeren pentru realizările sale pe parcursul vieții în radio, televiziune, film și literatură. 

## Moștenire
Premiul Ježek pentru realizare creativă în radio și televiziune este numit după el; a fost acordat anual din 1989 de către organizația națională de radiodifuziune publică din Slovenia, Radio-televiziunea Slovenă (Radiotelevizija Slovenija).

## Proză selectată
- 13 in ena: humoreske Franeta Milčinskega - Ježka (13 și Unu: Povestiri umoristice de Frane Milčinski, aka Ježek, 1951)
- Zvezdica Zaspanka (Steluța adormită, 1959)
- Legenda o birokratu (O legendă despre un birocrat, 1961)
- Desetnica in druge pravljice (Cea de-a zecea fiică și alte povești, 1964)
- Govoreči bankovec: antologija slovenske humoristične proze (The Talking Banknote: An Anthology of Slovene Humorous Prose, 1976)
- Preprosta ljubezen (Iubire simplă, 1987)
- Ta svet je pesmi vreden (This World Is Worthy of a Song, 1988)
- Humoreske (Povestiri umoristice, 1998)
- 13 + 8 humoresk (13 + 8 Povestiri umoristice, 2003)

## Scenarii de film
- Kekec (1951)
- Svet na Kajžarju (1952)
- Vesna (1953)
- Am Anfang war es Sünde (1954)
- Ne čakaj na maj (1957)
- Dobri stari pianino (1959)
- Zvezdica Zaspanka (1965)

## Vezi și
- Listă de poeți sloveni
- Listă de scriitori sloveni